# Another Brick in the Wall
 Тази статия е за трите песни на Пинк Флойд.  За песента на Корн вижте Another Brick in the Wall (Корн).  
„Another Brick in the Wall“ (в превод: „Още една тухла в стената“) е името на три песни от рок операта The Wall на групата Пинк Флойд, които реализират една тема и имат допълнения към заглавията „Part I/II/III“ (част 1/2/3). Всичките три песни са написани от бас-китариста на групата Роджър Уотърс, който по това време е основният автор на песните. „Another Brick in the Wall“ е една от най-известните песни на Пинк Флойд.
Това е вторият сингъл на групата (първият е „Point Me at the Sky“ от 1968 г.), пуснат във Великобритания. Част ІІ е номинирана за награда „Грами“ за „най-добро изпълнение на рок дует или група“, като наградата получава песента на Боб Сигър „Against the Wind“. Тя също така е включена под номер 375 в списъка на 500-те най-добри песни на всички време на списание „Rolling Stone“. По целия свят са продадени над 4 милиона копия на този сингъл.
През 1980 г. песента е използвана като химн на протестите на чернокожите ученици в ЮАР против расовата пропаганда и неравенството на учебните програми, вследствие на което е забранена от правителството.

## Сюжет
Всички три песни споделят общи (с незначителни промени) мелодия и тема – дострояването с една тухла на метафоричната стена на отчуждението, която строи около себе си главния герой на албума The Wall – Пинк Флойд. Всяка част звучи по-силно и агресивно от предишната: първата е минорна и печална, втората изразява протест, а третата – яростен вик на отчаяние. Никоя от песните няма припев, но последните два стиха на всяка от тях започват с „all in all“ („в края на краищата“) и завършват с „in the wall“ („в стената“, идва от това, че всяка песен отбелязва събитие, добавящо още една тухла в стената).
Мелодията ѝ (във видоизменен вариант) се използва и в други песни, като „Hey You“ („Хей, ти“) и „Waiting for the Worms“ („Чакане на червеите“).

## Първа част
Първата част, и във филма, и в албума, следва песента „The Thin Ice“ („Тънкият лед“), с която е свързана тематично. „The Thin Ice“ разказва за лошите семейни отношения, а първа част на „Another Brick in the Wall“ – за смъртта на бащата на Пинк във Втората световна война (за него никъде не се говори пряко, но се описва контекстуално чрез края на песента „In the Flesh?“, в който звучи бръмчене на самолет и началото на тази песен, „Daddy’s flown across the ocean“ („Татко отлетя отвъд океана“) – намек за бащата на Роджър Уотърс, също загинал във войната). Загубата на баща му е първата крачка към строежа на стената.

### Във филма
Във филма „Пинк Флойд Стената“ песента съпровожда сцена на майката на Пинк в църква, оплакваща смъртта на мъжа си. По това време малкият Пинк също е в църквата и си играе със самолет-играчка. След това той е показан в парка, където вижда дете, играещо с родителите си. Отива при един мъж и го моли да го качи на въртележката, а той го пита къде са родителите му. Момчето отговаря, че майка му го е оставила и отишла за покупки. Мъжът се съгласява и го качва на въртележката и Пинк, радвайки се, се качва на нея, но когато мъжът тръгва със сина си и Пинк бяга при него и го моли да му подаде ръка, той отказва и му отговаря, че си има свои родители.

## Втора част
Втората част на „Another Brick in the Wall“ е една от най-известните песни на Пинк Флойд, която осмива проблемите на образованието и насилието над децата, теми, развити в предишната песен „The Happiest Days of Our Lives“ („Най-щастливите дни в човешкия живот“). За разлика от другите части, тази не се изпълнява изцяло от Уотърс (първата половина той изпълнява съвместно с Дейвид Гилмор, а втората (текстово еднаква на първата) се изпълнява от детския хор при училище „Ислингтън Грийн“).

### Във филма
По време на „The Happiest Days of Our Lives“ учителят идва към Пинк, наказва го и му показва листове, на които са записани стихове. Прочита му ги (това са думите от първия куплет на песента „Money“), унижавайки го и карайки класа да назубри определението за акър. Обиденият Пинк си се представя по следния начин: деца в училищни униформи крачат по конвейер, като всички са еднакви и безлики (носят маски в телесен цвят), а на края на конвейера падат в гигантска месомелачка. По време на втория куплет тълпа деца пее песента, влиза във въображаемия завод и е наказана. После те се опитват да разрушат стаята, като разбиват противопожарната защита и изнасят мебелите. В края се вижда сцена на горящо училище и дете, търсещо учителя си. След това отклонение отново е показан Пинк, седящ наказан, слушайки учителя и повтаряйки думите му на класа.

### Клип
Клипът се състои от специално заснети сцени, както и анимации от филма и някои нови анимации. В него е заснет детски хор, изпълняващ част от песента. По-голямата част от сцените включват деца, играещи на детска площадка, ходещи по улица или по терасите на една сграда. Въпреки това има и сцени, показващи огромна кукла, която на концертите на The Wall символизира учителя. Анимациите в клипа и във филма съпровождат песните „Waiting for the Worms“ и „The Trial“ (Учител-кукла, учител, пускащ дете в отвора на училище-месомелачка и стена, обкръжаваща малък човек).

## Трета част
Третата част символизира завършването на стената около героя. Той ѝ казва, че нищо му е нужно и никому не е нужен, защото всичко друго е допринесло за създаването ѝ. След нея звучи последната песен на албума – „Goodbye Cruel World“ („Довиждане, жесток свят“).

### Във филма
Вече порасналият Пинк, след изблик на ярост в своята хотелска стая, пада в безсъзнание. Той вижда пред очите си всичко, допринесло за създаването на стената, а после и самия себе си пред висок зид.